# Kravinec španělský
Kravinec španělský (Vaccaria hispanica) je jediný druh monotypického rodu kravinec, plevelnaté byliny z čeledě hvozdíkovitých.

## Taxonomie
Je variabilní druh ve kterém bývá rozeznáváno několik poddruhů. V přírodě České republiky byl poznán pouze nominátní poddruh kravinec španělský pravý (Vaccaria hispanica subsp. hispanica), na Slovensku ještě i poddruh kravinec španělský velkokvětý (Vaccaria hispanica subsp. grandiflora) (uváděný někdy jako (Vaccaria hispanica subsp. vaccaria)).
Někteří odborníci na taxonomii u kravince žádné poddruhy neuznávají a výše uvedené kladou nejvýše na úroveň variet.

## Výskyt
Původ kravince španělského je situován do stepních oblastí z okolí Středozemního moře a z rozhraní mezi Asií a jihem Evropy; v současnosti je v Evropě rozšířen také v její západní, střední a východní části. Mimo Evropu se dostal na Sibiř, do Střední Asie i Číny a na Dálný východ do Koreje a Japonska. Jeho šíření je pravděpodobně způsobováno špatně vyčištěným osivem a takto byl pravděpodobně zavlečen i do Severní a Jižní Ameriky, na jih Afriky, do Austrálie i na Nový Zéland. Je považován za příležitostně se vyskytující archeofyt který se do České republiky dostal neúmyslně.
Roste nejčastěji jako plevel na polích, úhorech, mezích a okolo cest. Na polích zapleveluje obvykle obilniny, len, proso a vinohrady. Dává přednost teplejším oblastem s těžkými, jílovitými půdami.

## Popis
Středně vysoká, lysá, sivozelená, jednoletá rostlina s poměrně nehluboce sahajícím vřetenovitým kořenem. Její přímá lodyha dorůstající do výše 30 až 70 cm bývá v hořejší části vidličnatě větvená. Je porostlá vstřícnými, poloobjímavými, celokrajnými listy dlouhými 60 až 85 a širokými 10 až 25 mm které jsou tvaru úzce elipsovitého nebo kopinatého se zaobleným vrcholem a mají výraznou středovou žilku; směrem vzhůru se listy zmenšují.
Květy na stopkách až 3 cm dlouhých vyrůstají v hustých vidlanech složených obvykle z 15 až 50 květů bez listenů. Jejich nahoře zúžený kalich je tvořen pěti srostlými lístky které vytvářejí šedozelenou trubku až 15 mm dlouhou, dole nafouklou a nahoře zakončenou širokými trojúhelníkovitými zuby s blanitým lemem. Pětičetná koruna s náhle do dlouhého nehtu zúženými plátky o délce 18 až 23 mm je barvy růžové nebo řidčeji fialové. V květu je dále deset tyčinek s podélně se otvírajícími prašníky, jednodílný semeník s mnoha vajíčky a dvě čnělky s bliznami mírně vyčnívající z květu. Ploidie kravince španělského je 2n = 15. Rostlina vykvétá od května do srpna, opylována bývá hmyzem nebo samosprašně.
Plody jsou v trvalém kalichu uložené pukající, vejčité tobolky až 10 mm velké se čtyřmi zuby. Obsahující průměrně deset a více téměř kulatých, bočně zploštělých, černohnědých, bradavičnatých 2 mm semen.

## Rozmnožování
Tento druh, jednoletá nebo ozimá rostlina, se rozmnožuje výhradně semeny. U rostlin rostoucích v obilovinách se převážný díl semen sklidí obvykle s obilím, neboť semena z tobolek vypadávají jen obtížně. Menší část ze semen vysypaných na půdu vyklíčí ještě na podzim, ale za nepříznivých podmínek jich hodně přes zimu vymrzá. Další část semen klíčí až na jaře a zbytek přetrvává po několik let v životaschopném stavu v půdě, na nová stanoviště se semena rozšiřují větrem nebo lidskou činností.

## Význam
Semena, obsahující mj. saponin, jsou ve větším množství při zkrmování pro zvířata jedovatá a jako příměs způsobují hořkost mouky. Kravinec se často v Asii používá jako močopudná léčivka a dále na podporu tvorby mateřského mléka, mírnění menstruačních problémů, při nádorech prsů jakož i při kožních infekcích.
V minulosti byl tento druh řazen mezi plevelné rostliny, v současnosti je díky vysévání vyčištěného osiva v Evropě téměř vymýcen.

## Ohrožení
V České republice rostl v minulosti kravinec španělský relativně hojně, nyní však již po několik desetiletí nebyl vůbec zaznamenán. V "Červeném seznamu cévnatých rostlin České republiky z roku 2012" je řazen do kategorie (A2) – mezi druhy nezvěstné. Je předpoklad, že z české flory vymizel. Na Slovensku je situace o málo lepší, tato rostlina ((slovensky) kraviarka ihlanovitá) je tam řazena mezi druhy kriticky ohrožené.